# Höchst im Odenwald
Höchst im Odenwald est une municipalité allemande située dans le land de la Hesse et l'arrondissement de l'Odenwald.

## Points d'intérêts et monuments
La commune abrite les ruines d'une grande villa romaine, et un musée permettant l'interprétation du site archéologique.